# Affpuddle
Affpuddle, ook Affpuddle and Turnerspuddle, is een civil parish in het bestuurlijke gebied Purbeck, in het Engelse graafschap Dorset met 402 inwoners.
Abbotsbury
· Affpuddle
· Alderholt
· Allington
· Alton Pancras
· Anderson
· Arne
· Ashmore
· Askerswell
· Athelhampton
· Batcombe
· Beaminster
· Beer Hackett
· Bere Regis
· Bettiscombe
· Bincombe
· Bishop's Caundle
· Blandford Forum
· Blandford St. Mary
· Bloxworth
· Bothenhampton
· Bourton
· Bradford Abbas
· Bradford Peverell
· Bradpole
· Bridport
· Broadmayne
· Broadwindsor
· Bryanston
· Buckhorn Weston
· Buckland Newton
· Burleston
· Burstock
· Burton
· Burton Bradstock
· Cann
· Castleton
· Cattistock
· Caundle Marsh
· Cerne Abbas
· Chalbury
· Chaldon Herring
· Charlton Marshall
· Charminster
· Charmouth
· Chedington
· Cheselbourne
· Chetnole
· Chettle
· Chickerell
· Chideock
· Child Okeford
· Chilfrome
· Church Knowle
· Clifton Maybank
· Colehill
· Compton Abbas
· Compton Valence
· Coombe Keynes
· Corfe Castle
· Corfe Mullen
· Corscombe
· Cranborne
· Crossways
· Dewlish
· Dorchester
· Durweston
· East Chelborough
· East Holme
· East Lulworth
· East Orchard
· East Stoke
· East Stour
· Edmondsham
· Evershot
· Farnham
· Ferndown
· Fifehead Magdalen
· Fifehead Neville
· Fleet
· Folke
· Fontmell Magna
· Frampton
· Frome St. Quintin
· Frome Vauchurch
· Gillingham
· Glanvilles Wootton
· Goathill
· Godmanstone
· Gussage All Saints
· Gussage St. Michael
· Halstock
· Hammoon
· Hanford
· Hazelbury Bryan
· Hermitage
· Hilfield
· Hilton
· Hinton Martell
· Hinton Parva
· Hinton St. Mary
· Holnest
· Holt
· Holwell
· Hooke
· Horton
· Hurn
· Ibberton
· Isle of Portland
· Iwerne Courtney
· Iwerne Minster
· Iwerne Steepleton
· Kimmeridge
· Kingston Russell
· Kington Magna
· Langton Herring
· Langton Long Blandford
· Langton Matravers
· Leigh
· Leweston
· Lillington
· Littlebredy
· Litton Cheney
· Loders
· Long Bredy
· Long Crichel
· Longburton
· Lydlinch
· Lyme Regis
· Lytchett Matravers
· Lytchett Minster and Upton
· Maiden Newton
· Manston
· Mapperton
· Mappowder
· Margaret Marsh
· Marnhull
· Marshwood
· Melbury Abbas
· Melbury Bubb
· Melbury Osmond
· Melcombe Horsey
· Milborne St. Andrew
· Milton Abbas
· Minterne Magna
· Moor Crichel
· Morden
· Moreton
· Mosterton
· Motcombe
· Nether Cerne
· Nether Compton
· Netherbury
· North Poorton
· Oborne
· Okeford Fitzpaine
· Osmington
· Over Compton
· Owermoigne
· Pamphill
· Pentridge
· Piddlehinton
· Piddletrenthide
· Pilsdon
· Pimperne
· Portesham
· Powerstock
· Poyntington
· Puddletown
· Pulham
· Puncknowle
· Purse Caundle
· Rampisham
· Ryme Intrinseca
· Sandford Orcas
· Seaborough
· Shaftesbury
· Shapwick
· Sherborne
· Shillingstone
· Shipton Gorge
· Silton
· Sixpenny Handley
· South Perrott
· Spetisbury
· St. Leonards and St. Ives
· Stalbridge
· Stanton St. Gabriel
· Steeple
· Stinsford
· Stockwood
· Stoke Abbott
· Stoke Wake
· Stour Provost
· Stourpaine
· Stourton Caundle
· Stratton
· Studland
· Sturminster Marshall
· Sturminster Newton
· Sutton Waldron
· Swanage
· Swyre
· Sydling St. Nicholas
· Symondsbury
· Tarrant Crawford
· Tarrant Gunville
· Tarrant Hinton
· Tarrant Keyneston
· Tarrant Launceston
· Tarrant Monkton
· Tarrant Rawston
· Tarrant Rushton
· Thorncombe
· Thornford
· Tincleton
· Todber
· Toller Fratrum
· Toller Porcorum
· Tolpuddle
· Trent
· Turners Puddle
· Turnworth
· Up Cerne
· Verwood
· Wareham
· Wareham St. Martin
· Wareham Town
· Warmwell
· West Chelborough
· West Compton
· West Knighton
· West Lulworth
· West Moors
· West Orchard‎
· West Parley
· West Stafford
· West Stour
· Whitcombe
· Whitchurch Canonicorum
· Wimborne Minster
· Wimborne St. Giles
· Winfrith Newburgh
· Winterborne Came
· Winterborne Clenston
· Winterborne Herringston
· Winterborne Houghton
· Winterborne Kingston
· Winterborne Monkton
· Winterborne St. Martin
· Winterborne Stickland
· Winterborne Whitechurch
· Winterborne Zelston
· Winterbourne Abbas
· Winterbourne Steepleton
· Witchampton
· Woodlands
· Woodsford
· Wool
· Woolland
· Wootton Fitzpaine
· Worth Matravers
· Wynford Eagle
· Yetminster